# De pientere pop
De pientere pop is een stripverhaal uit de reeks van Suske en Wiske. Het werd uitgebracht op 24 september 2016. Een belangrijk deel van de opbrengst ging naar SOS Kinderdorpen.

## Personages
In dit verhaal spelen de volgende personages mee:
- Suske, Wiske, Schanulleke, Lambik, Jerom, tante Sidonia, professor Barabas, Egyptenaren, handelaar, mevrouw Aahotep, Nensala, Nebka (dienaar), inwoners Perzië, inwoners Engeland

## Locaties
Dit verhaal speelt zich af op de volgende locaties:
- het huis en de tuin van professor Barabas, Egypte, Perzië, Engeland

## Uitvindingen
In dit verhaal spelen de volgende uitvindingen een rol:
- de teletijdmachine

## Verhaal
Suske en Wiske kamperen in de tuin van professor Barabas en zien een vreemd licht. 's Nachts laat Wiske per ongeluk Schanulleke buiten liggen. De volgende dag blijkt Schanulleke verdwenen te zijn en Wiske schakelt de vrienden in om haar poppetje te zoeken. Jerom gebruikt Google Glass en zijn bril geeft aan dat er niks aan de hand is. Tante Sidonia loopt door een veld naast het huis van professor Barabas en ziet ook niks geks, maar ze heeft niet door dat ze vlak langs een graancirkel in de vorm van een poppenhoofdje loopt. Dan vinden de vrienden en poppenhaartje op de deurkruk van de voordeur van het huis. Professor Barabas komt thuis en hij ruikt kryptobariet, de geur heeft hij eens geroken in het enige flesje van deze stof dat in de eeuwen bewaard is gebleven en in het British Museum ligt. 
De stof komt uit de Egyptische tijd en de vrienden worden met de teletijdmachine naar 1550 v.Chr. geflitst. Ze proberen de stof te vinden op een markt en een handelaar vertelt dat hij de dag ervoor net een flesje met kryptobariet heeft verkocht. Jerom vindt met behulp van Google Glass de geur en de vrienden komen in een ruimte waar het aroma aanwezig is. Helaas is Schanulleke niet te vinden, de vrienden horen dat een popje verdwenen is. Jerom ziet met Google Glass een spoor van een tijdsprong en denkt dat Schanulleke terug is naar haar eigen tijd. Professor Barabas heeft last van een jetlag en is in slaap gevallen. Hij denkt dat hij droomt als Schanulleke tevoorschijn komt in de teletijdmachine en zichzelf daarna weer wegflitst. Als hij het verhaal van de vrienden later hoort, beseft hij dat het geen droom was. Suske vindt het raar dat Schanulleke dit zelf zou doen, maar Wiske herinnert zich eerdere gebeurtenissen.
De vrienden worden naar Perzië geflitst en zien een bord in spijkerschrift. Ze vragen of Schanulleke gezien is, maar de mensen blijken geen speelgoed te kennen. Wiske beseft dat ze de laatste tijd niet veel met Schanulleke heeft gespeeld, vooral sinds ze een tablet kreeg. Dan vertelt Jerom dat hij weer een tijdspoor ziet met Google Glass. De vrienden laten zich terugflitsen en horen dat professor Barabas opnieuw last had  van zijn jetlag en Schanulleke weer naar een ander tijdperk is geflitst. Ze flitst zichzelf terug met behulp van een teletijdarmband. De vrienden gaan het popje weer achterna en komen in 1767 terecht. Ze zien een meisje met een hoepel spelen en Wiske ziet hoe een ander meisje Schanulleke grijpt. Wiske probeert haar popje te pakken, maar die flitst zichzelf terug. De vrienden laten zich ook weer terugflitsen en Wiske en Schanulleke worden herenigd. 
Jerom hoort wat Schanulleke denkt door Google Glass en vertelt dat het popje zich alleen voelde. Daarom ging ze naar tijden waar poppen zeldzaam waren, maar ze miste Wiske toch enorm. Die avond kamperen Suske en Wiske en Schanulleke gezellig in de tuin van professor Barabas. Suske en Wiske zien opnieuw het vreemde licht en een ufo vliegt weg. Schanulleke veranderd weer in een gewoon popje. 